# 28743 Schuitemaker
28743 Schuitemaker este o planetă minoră (asteroid), cu un diametru de 5,778 km, din centura de asteroizi. A fost descoperită pe 7 aprilie 2000 la Stația Anderson Mesa de Lowell Observatory Near-Earth-Object Search. 
Obiectul prezintă o orbită caracterizată de o semiaxă mare de 2,7716528 UAi, o excentricitate de 0,14, o înclinație de 10,55914 ° în raport cu ecliptica.